# Stenersenknatten
Der Stenersenknatten (norwegisch) ist ein 870 m hoher Nunatak im ostantarktischen Königin-Maud-Land. Er ragt im nordwestlichen Teil der Lingetoppane im Fimbulheimen auf.
Wissenschaftler des Norwegischen Polarinstituts benannten ihn 1969. Namensgeber ist Tor Greiner Stenersen (1917–1944), ein Widerstandskämpfer in der Norwegian Independent Company No. 1 gegen die deutsche Besatzung Norwegens im Zweiten Weltkrieg, der am 2. April 1944 bei einem Fluchtversuch von den Besatzern getötet wurde.